# Щербатюк Мирослава Дмитрівна
Пані Мирослава Дмитрівна Щербатюк (нар. 7 грудня 1974, Київ) — українська дипломатка. Надзвичайна і Повноважна амбасадорка України в Йорданському Хашимітському Королівстві з 18 грудня 2019 року.

## Життєпис
Народилася у 1974 році в місті Києві. У 1996 році з відзнакою закінчила філологічний факультет КНУ ім. Т.Шевченка; у 1997 р. з відзнакою закінчила відділення сходознавства романо-германського факультету КНУ ім. Т.Шевченка; Володіння мовами: українська (рідна), англійська, перська, російська. Вивчає арабську.
У 1996—1999 рр. — робота в Посольстві України в Ісламській Республіці Іран;
У 1999—2002 рр. — аташе, третя секретарка Секретаріату Міністра закордонних справ України;
У 2002—2003 рр. — робота в Посольстві України в США на посадах третьої, другої секретарки, помічниці Посла;
У 2003—2005 рр. — друга, перша секретарка, радниця групи радників Міністра Кабінету Міністра закордонних справ України;
У 2005—2008 рр. — радниця політичної секції Посольства України в РФ;
З жовтня 2008 р. по березень 2010 р. — радниця-посланниця з політичних питань Посольства України в РФ;
З квітня 2010 р. по березень 2011 р. — Директорка Першого територіального департаменту МЗС України (двосторонні відносини України та РФ, співпраця з СНД);
У 2011—2017 рр. — амбасадорка з особливих доручень у системі МЗС України;
З 7 листопада 2017 р. по 21 липня 2020 р. — Директорка Департаменту країн Близького Сходу і Африки/П'ятого територіального департаменту МЗС України.
З 22 липня 2020 р. — Надзвичайна і Повноважна амасадорка України в Йорданському Хашимітському Королівстві.

## Дипломатичний ранг
- Надзвичайна і Повноважна Посланниця другого класу (2010)[5]
- Надзвичайна і Повноважна Посланниця першого класу (2018)[6]

## Нагороди та відзнаки
- Орден «За заслуги» III ступеня (22 грудня 2021) — За вагомий особистий внесок у зміцнення міжнародного співробітництва України, багаторічну плідну дипломатичну діяльність та високий професіоналізм[7]